# 好きにならずにいられない (映画)
『好きにならずにいられない』（すきにならずにいられない、Fúsi）は、2015年のアイスランド・デンマークのドラマ映画。監督・脚本はダーグル・カウリ、出演はグンナル・ヨンソンとリムル・クリスチャンスドッティルなど。
43歳で独身のオタクで心優しい巨漢男の不器用な恋の行方を描いた恋愛映画。
2015年2月に開催された第65回ベルリン国際映画祭の「ベルリナーレ・スペシャル」部門に出品された。また、第14回トライベッカ映画祭で作品賞・主演男優賞・脚本賞を受賞した他、北欧理事会による第12回ノルディック映画賞を受賞するなど様々な映画賞を受賞している。
日本では2016年2月に開催されたトーキョーノーザンライツフェスティバル2016で上映された後、2016年6月から一般上映された。

## キャスト
- フーシ: グンナル・ヨンソン - 43歳の独身男性。女性経験のない童貞のジオラマオタクで心優しい性格だが、大人しく、太った体型故に職場の後輩から陰湿ないじめを受けるなど不遇な生活を送っている。空港の荷物係。
- シェヴン: リムル・クリスチャンスドッティル（英語版） - フーシがダンススクールで出会った女性。うつ病を患っている。
- モルドゥル: シグリオン・キャルタンソン（英語版） - フーシの友人で良き理解者。妻子持ち。
- フィヨラ: マーグレット・ヘルガ・ヨハンスドッティル（アイスランド語版） - フーシの母親。
- ロルフ: アルナル・ヨンソン（英語版） - フィヨラの恋人。
- ヘラ: フランチスカ・ウナ・ダグスドッティル - フーシが暮らすアパートに引っ越してきた少女。
- エルヴァル: ソーリル・サイムンドソン - フーシの同僚。後輩であるが、大人しくオタクな性格と風貌のフーシを見下し、日頃から陰惨なイジメを執拗にしている。上司にいじめを咎められるも反省も改心もせず、上司に説教されたことを逆恨みし、コールガールを呼んでフーシと関係を持つようにけしかける。コールガールはそれに激怒し、代金を突き返し、帰るなど、フーシの味方をした。

## 製作
ダーグル・カウリ監督が、約15年前に携わったテレビ番組で気に入ったグンナル・ヨンソンを前提に脚本を執筆し、当時バルト海を航海する貨物船で料理人として働いていたヨンソンに直接電話をして出演を依頼した。ヨンソンは脚本の内容にあまり好印象を持たなかったが、何度か読み返し、依頼の電話から4日後に出演承諾の連絡をした。
撮影のほとんどは2013年中に基本的に1日12時間で5週間行われ、その後エジプトでの撮影が予定されていたが、予算のために断念し、脚本を変更することになった。

## 作品の評価

### 映画批評家によるレビュー
Rotten Tomatoesによれば、12件の評論のうち高評価は92%にあたる11件で、平均点は10点満点中6.8点となっている。
ハリウッド・リポーター誌のレビューにおいてスティーヴン・ダルトンは「彼（ヨンソン）は主役タイプではないが、非常に観応えがあり、彼の悲しげな顔立ちや疲れ切ったような声は、内面の苦悩と茶目っ気のあるユーモアの両方を表現している。クリスチャンスドッティルもまたシェヴンという役で心地よいオフビートな魅力を放っている。たとえ彼女のホンキートンク（いかがわしく下品）な天使というキャラクターが、現代のアイスランドよりもカントリー＆ウェスタンの歌になじんでいるとしても。（中略）カウリはこの異色のロマコメにありきたりなハッピーエンドを与えず、人間的な妥協の産物として慎重に明るい結末を用意したのは評価できる。しかし全体として、『好きにならずにいられない』は暗さや深さ、心理的な複雑さからは遠ざかっている。潜在的に重いテーマを軽やかに描いたカウリ監督の4作目は、彼の作品群に無理なく加わることができたが、甘く穏やかすぎてさほど印象に残ることはなかった。」と評している。

### 受賞歴
日本版公式サイトより。
- 第12回ノルディック映画賞
- 第14回トライベッカ映画祭 作品賞・主演男優賞・脚本賞[2]
- 第60回バリャドリッド国際映画祭 主演男優賞
- 第7回コペンハーゲン国際映画祭 観客賞
- 第15回マラケシュ国際映画祭 主演男優賞
- 第37回カイロ国際映画祭 最優秀監督賞